# Edouard de Jans

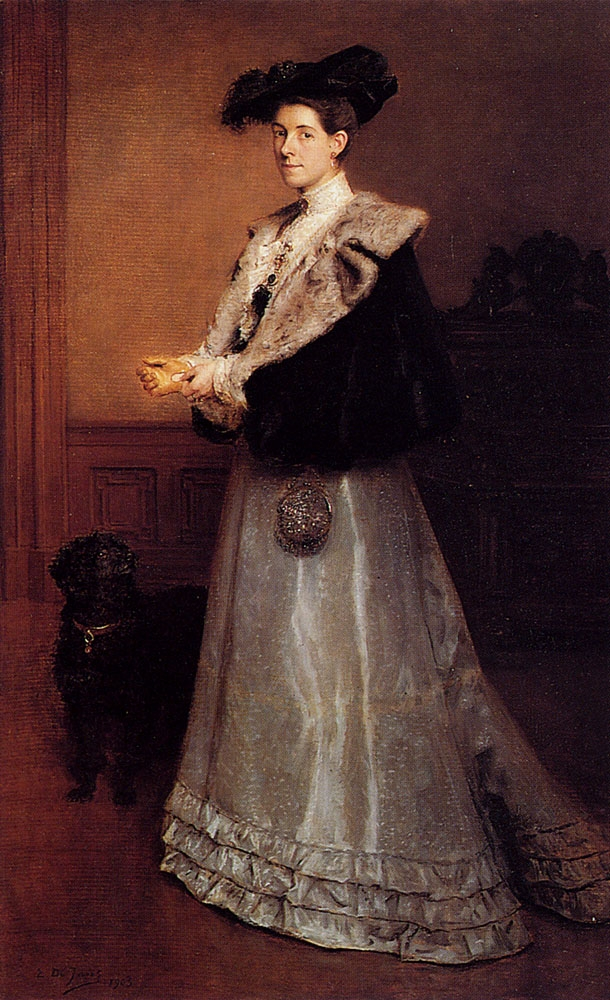
Portret van een dame (1903)

Edouard de Jans (Sint-Andries, 16 april 1855 – Antwerpen, 11 juli 1919) was een Vlaamse figuur- en portretschilder. De Jans bracht zijn leven door in vele Europese landen, getuige daarvan de verschillende schrijfwijzen van zijn naam Edward, Eduard, Edouard, Eduardus-Bernardus. De schrijfwijze Edouard de Jans is in de kunsthandel het meest gebruikt.

## Biografie

### Jeugd
Zijn vader Pieter de Jans (*Sint-Michiels, 1814) werkte als werkman-molenaar, zijn moeder Francisca-Catharina Roels (*Varsenare, 1815) was huisvrouw. Samen woonden ze aan de Diksmuidse Heirweg in Sint-Andries.
Als jongeman bracht Edward melk rond voor boer Acke. Het verhaal gaat dat hij, toen hij eens met zijn hondenkar in Brugge kwam, onder de indruk raakte van de werken die uitgestald lagen bij lithograaf Jacob Petyt (1822-1871) in de Sint-Jakobsstraat. Het talent van Edward werd al opgemerkt in de dorpsschool, maar kwam vooral tot uiting toen Edward op vraag van kasteelheer Auguste De Laage de Bellefaye een tekening maakte van diens kasteel Het Steentien (een verwijzing naar dit kasteel is te vinden in de straatnaam Het Steentje in Sint-Andries). De kasteelheer, die zijn kasteel wilde laten restaureren, was erg onder de indruk van De Jans' tekentalent en bood hem daarom de kans tekenlessen te volgen aan de tekenacademie, gelegen nabij het Jan van Eyckplein.

### Naar de Bogardenschool in Brugge
In het eerste jaar behaalde De Jans er al een prijs en de opdrachten kwamen binnen. Hij maakte werken op vraag van burgemeester De Nieulant, van Otto De Mentock (de latere burgemeester), en van baron Pecsteen De Lampreel. Zij sponsorden de jonge artiest, waardoor het voor De Jans mogelijk werd naar de Bogardenschool te trekken, de Brugse Academie voor Schone Kunsten. Vanaf 1 november 1869 kreeg hij er les van directeur Eduard Wallays (1813-1891). In 1873 werd hij op achttienjarige leeftijd tewerkgesteld als leraar in de Bogaerdeschool. Hij kreeg er verschillende prijzen, in de categorieën: "Uitdrukking", "Tekenen naar het Antiek-Kop", "Schilderen naar het Leven (Model)", "Tekenen naar het Antiek-Beeld", "Tekenen naar het Leven", "Historische Samenstelling" en "Ontleedkunde".

### Naar de Koninklijke Academie voor Schone Kunsten in Antwerpen
De Jans gaf niet alleen les, hij vervulde ook zijn dienstplicht. In 1875 trok hij goed voorbereid naar de Koninklijke Academie voor Schone Kunsten in Antwerpen om verder te studeren. Hij werd meteen toegelaten tot de "Hogere cursus van Schilderkunst". In Antwerpen leerde hij verschillende leermeesters kennen. Hij kreeg er les van de romantische schilder Nicaise De Keyser, bij wie hij de Eerste Prijs voor "Schilderen naar de Natuur" behaalde. In 1877 kreeg hij "Genreschilderen" van Polydore Beaufaux en in 1878 van Karel Verlat. De Jans verwierf vooral bekendheid als portretschilder, maar ook legde hij zich toe op Bijbelse taferelen, geschiedkundige werken en landschappen, alles in een realistische stijl maar met een romantische ondertoon.

### Prijzen en reis door Europa

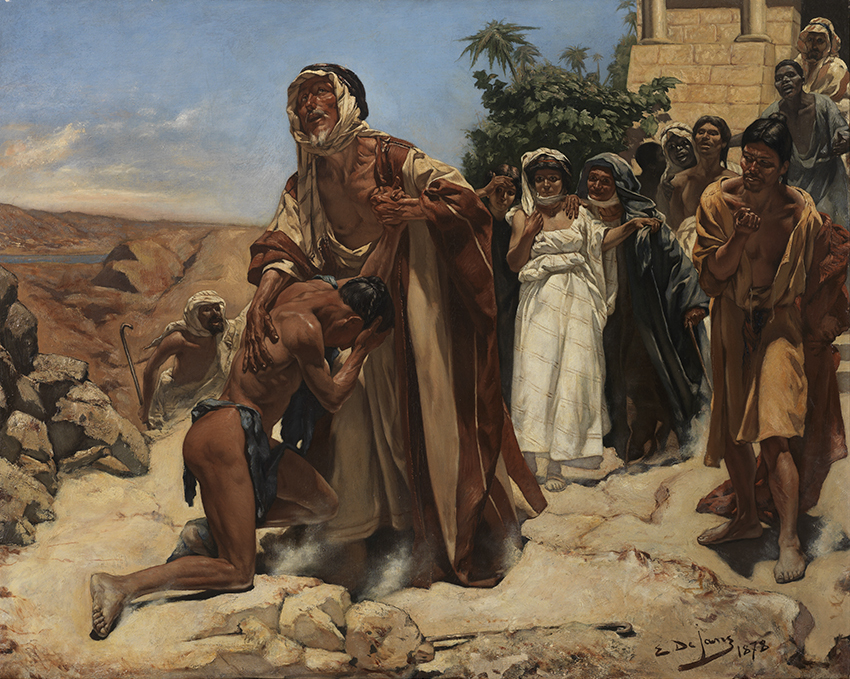
De thuiskomst van de verloren zoon (1878).

In 1876 ontving hij een eervolle vermelding in de Prix de Rome voor schilderkunst, met zijn Bijbels werk Noach die zijn zoon Cham vervloekt. Twee jaar later in 1878 nam hij opnieuw deel en behaalde toen de eerste prijs, nu voor zijn schildertafereel De terugkomst van de verloren zoon. Op 16 oktober 1878 werd zijn prijs plechtig gevierd in Brugge en de dag erna in Sint-Andries. Daarnaast werd De Jans nog talloze malen geëerd voor zijn werk, zowel in Antwerpen als in Brugge.
Door zijn prijzengeld kreeg de schilder de kans om door Europa te trekken. Zowel Frankrijk en Italië als Oostenrijk en Duitsland deed hij aan. In Italië schilderde hij een aantal landschappen en scènes uit het volksleven. Hij volgde gedurende zeven maanden les aan de École des Beaux-Arts in Parijs bij Alexandre Cabanel. In 1889 behaalde zijn doek De vissersdochter de eerste prijs op een wedstrijd in Parijs. Bij zijn terugkomst in Vlaanderen datzelfde jaar werd hij tot leraar aangesteld in de Koninklijke Academie voor Schone Kunsten in Antwerpen. Daar bleef de artiest lesgeven, tot aan zijn dood in 1919.
Hij werd in 1891 medestichter van de Antwerpse kunstenaarskring De XIII.
Hij werkte aan muurschilderijen voor de Wereldtentoonstelling te Antwerpen in 1894, samen met Edward Portielje en Joseph Dierickx. In 1899 schilderde hij een van de vijf muurschilderijen in de trappenhal van het Stadhuis van Antwerpen.

### Personalia
Edward de Jans was gehuwd met Maria Plompen (Ekeren, 1853 - Antwerpen, 1937), met wie hij drie kinderen had. Zijn zoon Carlo werd professor wiskunde aan de Universiteit Gent, zijn dochter Louisa werd kunstschilderes en zijn dochter Irma was doctor in de Germaanse filologie en werd lerares.

## Nawerking

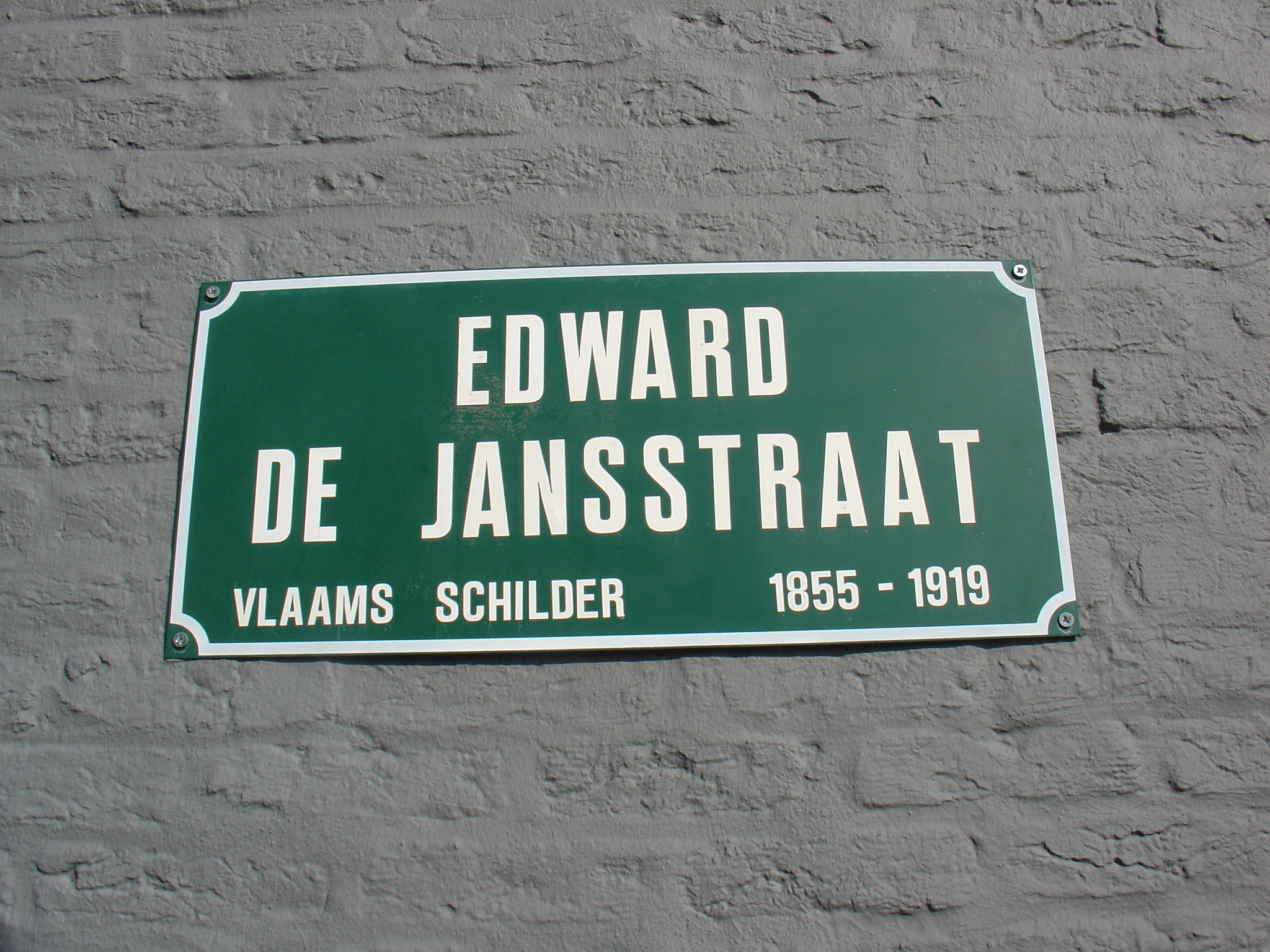
Edward de Jansstraat

Naar aanleiding van een herdenking in Sint-Andries op 16 juni 1935, schreef de lokale geschiedkundige Maurits Van Coppenolle het werk Edouard de Jans, herdacht 16 juni 1935. In maart van dat jaar richtte men een Erecomité op, onder voorzitterschap van de burgemeester van Sint-Andries, Stanislas Van Outryve d’Ydewalle. Op 16 en 17 juni vond er een tentoonstelling plaats en hield men een herdenkingsplechtigheid bij zijn woning langs de Diksmuidse Heirweg.
Tot op vandaag zijn er lokaal nog enkele sporen terug te vinden van deze schilder.
- Een aantal van zijn werken, waaronder het portret van Eugeen Lefebure, 'Het vertrek van de verloren zoon' en 'De thuiskomst van de verloren zoon', maken deel uit van de collectie van het Groeningemuseum in Brugge.
- Er is eveneens werk in de musea van Antwerpen (portretten, waaronder dat van architect Jean-Jacques Winders) en Gent ('Kaartspelers in een Italiaanse herberg').
- De Edward de Jansstraat, een zijstraat van de Gistelse Steenweg, verwijst naar deze Sint-Andriese schilder.